# Omoda
Omoda is een Nederlandse fashionretailer die in 2000 werd opgericht. Het familiebedrijf uit Zierikzee heeft 35 winkels in Nederland en een vestiging in Antwerpen en richt zich daarnaast op online verkoop van kleding, schoenen, tassen en accessoires in Nederland, België, Frankrijk, Duitsland en Oostenrijk. Er werken zo’n 650 mensen.

## Geschiedenis
De basis van het huidige Omoda B.V. lag in de 19e eeuw. Een van de voorvaderen van de broers Lourus en Wilhelm Verton, de huidige eigenaren, trok er met paard en wagen op uit vanuit zijn winkel in Burgh om zijn waar aan de man te brengen op Schouwen-Duiveland. In 1875 werd het bedrijf officieel een schoenmakerij.
In 1961 opende Lourus-Jan Verton, (groot)vader van de huidige directie, onder de naam Verton Schoenen de eerste schoenenwinkel in Zierikzee. In 1987 breidde Verton uit met een nieuw filiaal in Middelharnis. In de jaren negentig volgden winkels in Vlissingen, Middelburg, Goes en Hellevoetsluis.
De broers Lourus en Wilhelm kwamen eind jaren tachtig, begin jaren negentig in dienst van Verton Schoenen. In 2000 veranderden ze de naam in Omoda. De naam Omoda verwijst volgens de broers Verton naar een aanbod van een grote collectie schoenen volgens de laatste mode. De eerste Omoda-winkel opende vlak na de eeuwwisseling in Ridderkerk.
In 2017 diende de vijfde generatie zich aan. Geheel volgens traditie startten Marlinde Baan-Verton en haar man Jan Baan in het familiebedrijf. In 2018, sloot ook Lourus-Jan Verton aan. In 2021 werden zij alle drie mede-eigenaar van Omoda, naast hun (schoon)vader Lourus en zijn broer Wilhelm. In 2022 werd Jan Baan CEO en worden de broers Wilhelm en Lourus Directeur en Founder.

## Online Verkoop
In 2007 begon Omoda met de online verkoop van schoenen. Het aantal fysieke winkels nam aan het begin van deze eeuw gestaag toe. Het eerste buitenlandse filiaal was dat in Antwerpen (2013).
Daarnaast investeerde het bedrijf ook in nieuwe vestigingen. Tussen 2015 en 2020 opende Omoda tien nieuwe winkels waaronder een vestiging in Amsterdam en drie winkels in Friesland.
Ook nam Omoda sinds 18 september 2020 failliete ketens als Steenwijk en Van Engelen over.
In 2021 voegde de retailer kleding toe aan het assortiment dat tot dan toe bestond uit schoenen, tassen en accessoires. Daarmee groeide Omoda uit van schoenenretailer tot fashionretailer.  In het jaar dat daarop volgde werd kinderkleding aan de collectie toegevoegd.
Begin 2024 kondigde Omoda aan de Rotterdamse luxe schoenenketen Van den Assem over te nemen.

## Eigenaren
Eigenaren zijn de broers Lourus Verton en Wilhelm Verton, Jan Baan, Marlinde Baan-Verton en Lourus-Jan Verton. Zij introduceerden Omoda in 2000 en vormen de directie met Jan Baan als CEO.

## Hoofdkantoor en distributiecentrum
In 2014 bouwde Omoda het huidige hoofdkantoor en distributiecentrum in Zierikzee. Het gebouw beslaat ruim 8000 vierkante meter. Met de nieuwe verdiepingsvloeren in het distributiecentrum werd het vloeroppervlak daar medio 2021 verdubbeld om plaats te bieden aan de kleding en het logistieke proces daaromheen.
Eind 2021 opende Omoda een tweede kantoor in Amsterdam-Noord.

## Winkels
Omoda heeft fysieke schoenen- en modewinkels in de volgende plaatsen:
- Zierikzee (geopend in 1961 en 2024) - 2 filialen
- Middelharnis (geopend in 1987)
- Vlissingen (geopend in 1992)
- Middelburg (geopend in 1993) – 2 filialen
- Goes (geopend in 1995)
- Ridderkerk (geopend in 2000)
- Bergen op Zoom (geopend in 2004)
- Roosendaal (geopend in 2005)
- Dordrecht (geopend in 2006)
- Gouda (geopend in 2007)
- Terneuzen (geopend in 2008)
- Breda (geopend in 2009)
- Antwerpen (geopend in 2013)
- Den Bosch (geopend in 2014)
- Amersfoort (geopend in 2015)
- Meppel (geopend in 2016)
- Rotterdam (geopend in 2016)
- Amsterdam (geopend in 2018)
- Utrecht (geopend in 2018 en 2022) - 2 filialen
- Zwolle (geopend in 2018)
- Deventer (geopend in 2020)
- Doetinchem (geopend in 2020)
- Gorredijk (geopend in 2020) – 2 filialen
- Heerenveen (geopend in 2020)
- Zutphen (geopend in 2020)
- Heerlen (geopend in 2022)
- Uden (geopend in 2022)
- Tilburg (geopend in 2024)
- Groningen (geopend in 2025)
- Leeuwarden (geopend in 2025)
- Sneek (geopend in 2025)
- Nijmegen (geopend in 2025)

Sinds 1 april 2022 is Omoda ook eigenaar van boutiquehotel Cozy Pillow..

## Prijzen
- Thuiswinkel Award, categorie schoenen: 2011[15], 2012[16], 2013[17], 2017[18], 2019[19]
- GfK Award voor beste schoenenretailer 2015[20]
- Familiebedrijf van het jaar in Zeeland 2016[21]
- Logistieke webshop van het jaar 2016[22]
- Thuiswinkel Excellence Award categorie Fashion & Lifestyle 2017-2018[18]
- ABN AMRO Webshop Awards categorie schoenen 2018, 2019[23], 2020, 2021[24]
- ABN AMRO Retail Management Team van het jaar 2021[25][26]
- ABN AMRO Retailer of the Year 2022-2023 in categorie damesmode[27]

## Webshops
- Nederland: Omoda.nl
- België: Omoda.be